# Оччим'яно
Оччим'яно (італ. Occimiano, п'єм. Aussimian) — муніципалітет в Італії, у регіоні П'ємонт,  провінція Алессандрія.
Оччим'яно розташований на відстані близько 480 км на північний захід від Рима, 65 км на схід від Турина, 19 км на північний захід від Алессандрії.
Населення — 1345 осіб (2014).
Щорічний фестиваль відбувається 22 січня. Покровитель — San Valerio.

## Демографія
Населення за роками:

Станом на 1 січня 2023 року в муніципалітеті офіційно проживали 102 іноземці з 14 країн, серед них 8 громадян країн Євросоюзу та 5 громадян України.

## Сусідні муніципалітети
- Борго-Сан-Мартіно
- Казале-Монферрато
- Концано
- Джароле
- Лу
- Мірабелло-Монферрато
- Помаро-Монферрато